# Eger (rijeka u Mađarskoj)
Eger (mađ. Eger-patak; "Potok Eger") je najduži vodotok u i oko grada Egera u Mađarskoj. Izvire kod mađarskog mjesta Balaton južno od Ózda i teče prema jugu-jugoistoku. Potok teče dolinom Eger između planina Bükk i Mátra. Nakon 68 kilometara u smjeru jugoistoka, potok se s desne strane ulijeva u jezero Tisa (Tisa). Duljina glavnog kraka je oko 40 kilometara. Gotovo cijelo područje okruga Eger i Bélapátfalva nalazi se u slivnom području vodotoka, stoga je ključna komponenta u hidrografiji regije. Potok je dio vodnog sustava Eger–Laskó–Csincse.
Potok je poznat pod imenom Rima (Rima-patak) u donjem toku, nizvodno od sela Nagytálya.

## Geografija
Eger izvire u zapadnom podnožju planine Bükk, u slivu Ózd-Egercsehi, na nadmorskoj visini od 360 metara. Eger teče prema jugu preko podnožja zapadne polovice planinskog lanca u smjeru sjever-jug u brazdi svoje rasjedne linije, zatim siječe dolinu Egri-Bükk do ravnice Hevesi, koja tvori sjeverni rub rijeke nizine, a zatim skreće prema istoku preko granice okruga i tvori zapadni rub regije Borsodi-Mezőség. Potok se konačno ulijeva u umjetno stvoreno jezero Tisa između Poroszlóa i Négyesa na nadmorskoj visini od 89 m. Prilikom stvaranja akumulacije, veliki dio nekadašnjeg korita potoka Eger i njegova okolica doveden je ispod razine vode umjetnog jezera. Pri niskom vodostaju jezera Tisa mjestimice je još vidljivo nekadašnje korito.

### Pritoke
Glavne pritoke Egera:
| Lijeva         | Desna          | Duljina (km) | Površina porječja (km²) | Prosječni protok (m3/s) |
| -------------- | -------------- | ------------ | ----------------------- | ----------------------- |
|                | Bekölcei-patak | 7            | 21                      | 0.057                   |
| Villói-patak   | 10.5           | 22.3         | 0.061                   |                         |
| Gilitka-patak  |                | 8.5          | 4.7                     |                         |
| Tárkányi-patak | 16.4           | 103.4        | 0.369                   |                         |
| Ostoros-patak  |                | 30.4         | 105.7                   | 0.414                   |
| Kánya-patak    | 35             | 262.8        | 0.569                   |                         |
| Csincse        |                | 48           | 430.4                   | 1.849                   |
| Eger           | Eger           | 68           | 1,378.6                 | 4.105                   |